# Acacia leiocalyx
Acacia leiocalyx — вид квіткових рослин з родини бобових. Ареал: Австралія (Новий Південний Уельс, Квінсленд).

## Середовище
Росте переважно на кам'янистих або гравійних ґрунтах. Його їсть худоба під час дефіциту, але він не має великого значення як корм.

## Біоморфологічна характеристика
Це невелике дерево з борознистою корою. Має серпоподібне зелене листя з помітними жилками, з двома нижніми, з'єднаними біля основи. Його квітки жовті, зібрані у вузькі колоски. Його стручки вузькі й досить криві, ростуть пухкими пучками. Зазвичай цвіте з червня по жовтень.

## Використання
Деревина барвиста, але легко розколюється. Насіння та камедь, мабуть, їстівні, але слід бути обережними - особливо тому, що існує так багато схожих видів, які важко ідентифікувати.

## Галерея

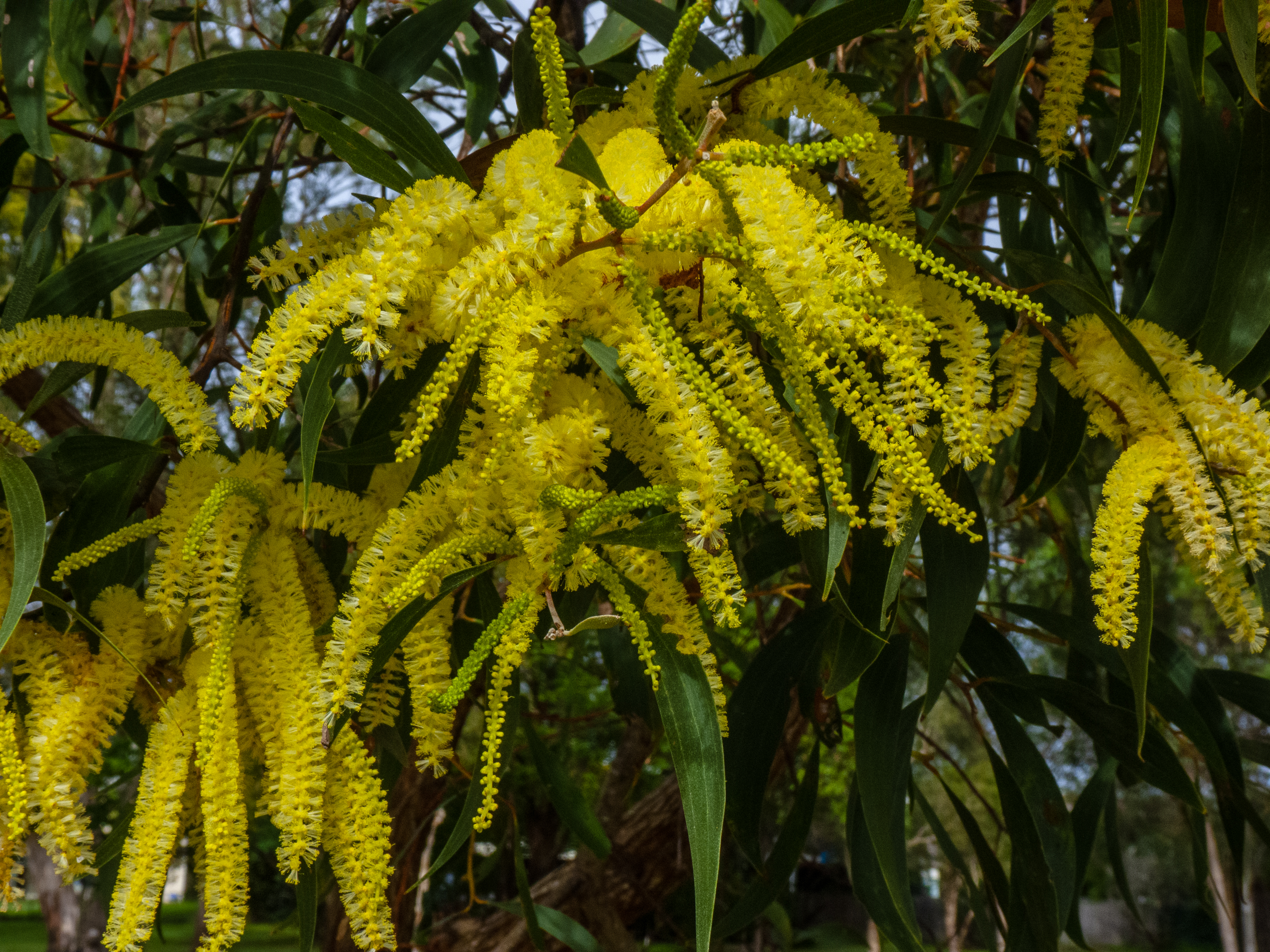
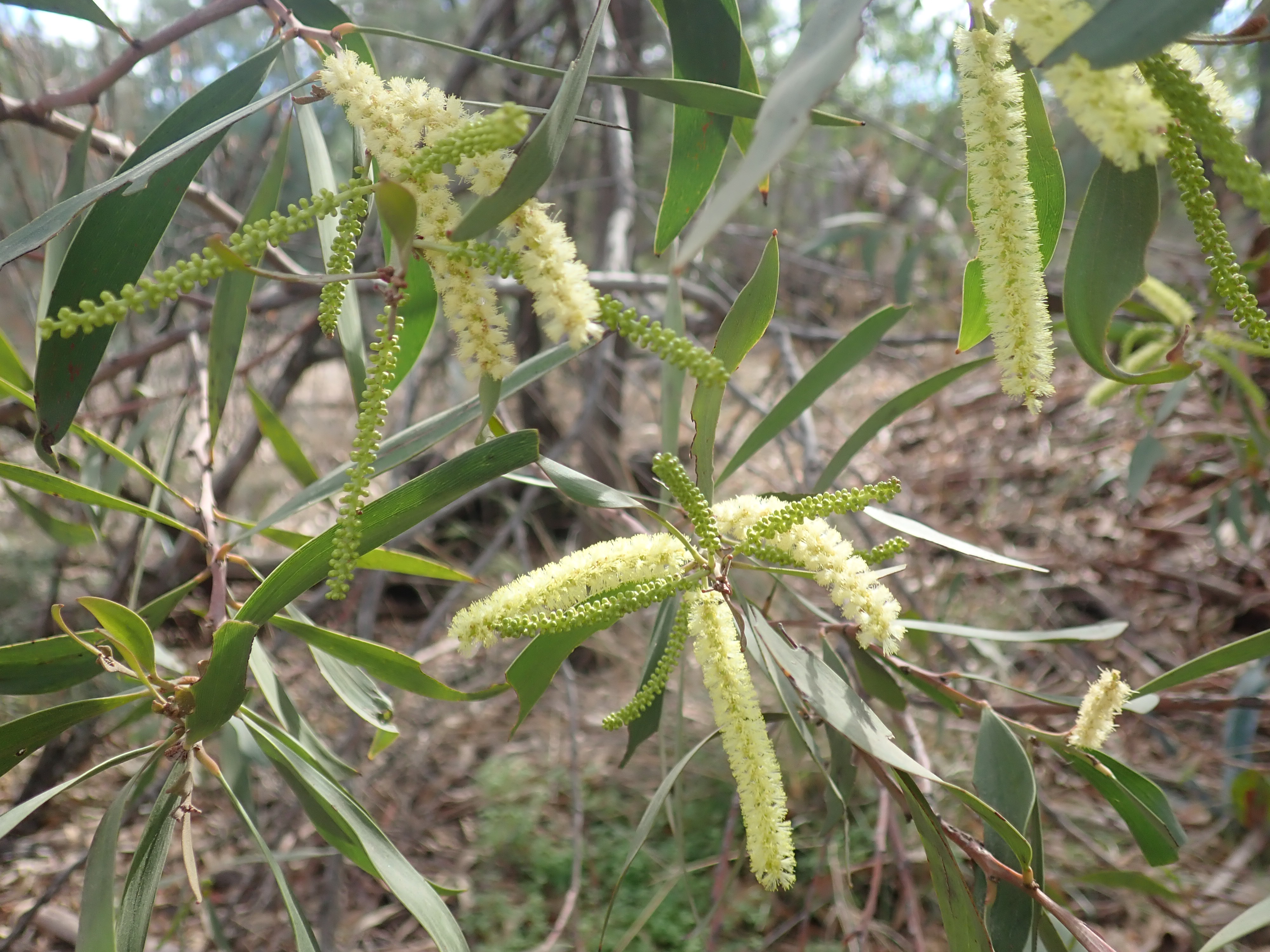